# FR Philia
Le FR Philia (FR, en anglais : Fischery Research) est un  navire de recherche grec exploité par le Centre hellénique de recherche marine (HCMR) qui possède aussi le RV Aegaeo. Ses zones d'opération sont essentiellement la mer Égée, la mer Ionienne et les eaux territoriales de la Crète .

## Historique
C'est un navire de recherche qui effectue une grande variété d'opérations de levés scientifiques en haute mer et aussi en littoral grâce à son faible tirant d'eau. En 1997 le navire a été réaménagé.
Le navire est adapté pour accueillir une variété de véhicules télécommandés comme les ROV Mini Rover ROV (en)  et DDS Max Rover ROV .

## Galerie

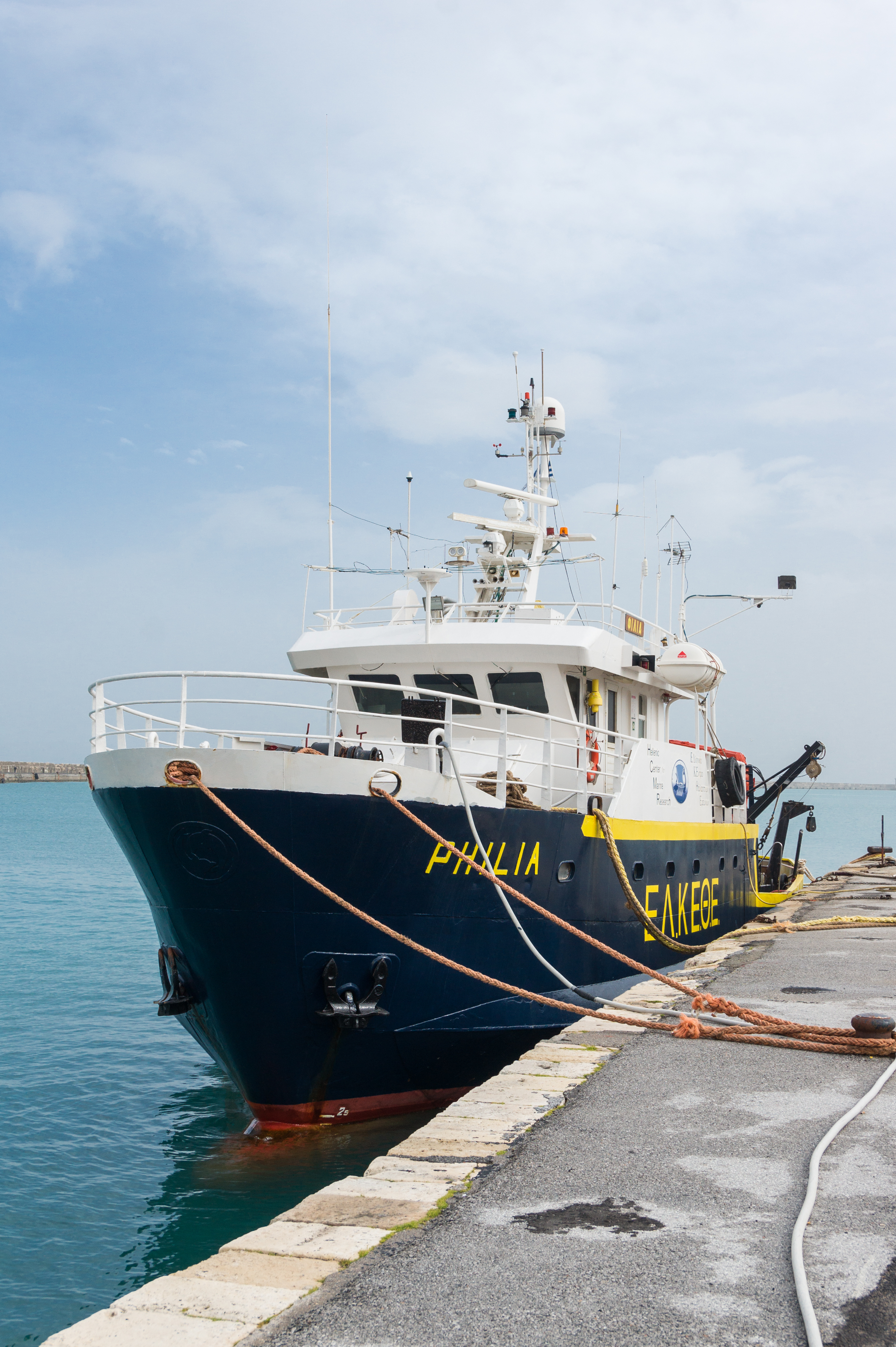
FR Philia

### Note et référence
1. ↑  Hellenic Centre for Marine Research (HCMR)
2. ↑  Max Rover ROV